# Patryk Lipski
Patryk Lipski (Szczecin, 12 de junio de 1994) es un futbolista polaco que juega en la demarcación de centrocampista para el Ethnikos Achna de la Primera División de Chipre.

## Biografía
Tras formarse como futbolista en el Salos Szczecin, y posteriormente en el Ruch Chorzów, finalmente en 2014 subió al primer equipo, haciendo su debut el 9 de noviembre de 2014 en un partido de liga contra el Jagiellonia Białystok, donde ganó el equipo de Chorzów por 5-2. Jugó en el club durante tres temporadas, hasta que en 2017 el Lechia Gdańsk se hizo con sus servicios. En el equipo de Gdańsk estuvo otros tres años, marchándose en agosto de 2020 al Piast Gliwice. Allí estuvo hasta que llegó a un acuerdo para la rescisión de su contrato a finales de febrero de 2022 para irse al Widzew Łódź.
Después de haber realizado toda su carrera en Polonia, en julio de 2023 decidió probar fortuna en el extranjero y fichó por el Ethnikos Achna chipriota.

## Clubes
| Club           | País    | Año       | Partidos | Goles |
| -------------- | ------- | --------- | -------- | ----- |
| Ruch Chorzów   | Polonia | 2014-2017 | 69       | 11    |
| Lechia Gdańsk  | Polonia | 2017-2020 | 69       | 8     |
| Piast Gliwice  | Polonia | 2020-2022 | 48       | 2     |
| Widzew Łódź    | Polonia | 2022-2023 | 22       | 2     |
| Ethnikos Achna | Chipre  | 2023-     | 59       | 7     |

## Palmarés

### Títulos nacionales
| Título               | Club          | País    | Año  |
| -------------------- | ------------- | ------- | ---- |
| Copa de Polonia      | Lechia Gdańsk | Polonia | 2019 |
| Supercopa de Polonia | Lechia Gdańsk | Polonia | 2019 |